# Medaglia della guerra russo-turca del 1828-1829
La Medaglia della guerra russo-turca del 1828-1829 (in russo: Медаль «За турецкую войну», "medaglia della guerra turca") è una medaglia commemorativa attribuita dall'impero russo a quanti presero parte alla Guerra russo-turca (1828-1829).

## Storia
La medaglia venne istituita dallo zar Nicola I di Russia. La medaglia venne istituita ufficialmente dallo zar il 13 ottobre 1829. Secondo un apposito decreto imperiale, le candidature a questa medaglia vennero accettate sino al 1º settembre 1832.

## Attribuzione
La medaglia fu assegnata a tutto il personale militare, combattente e non e a tutti i marinai e al personale di marina che avesse preso parte alla Guerra russo-turca (1828-1829).

## La medaglia
La medaglia, in argento, aveva il diametro di 25 mm. La parte frontale raffigurava una croce ortodossa sopra una mezzaluna turca, circondata da un'aura raggiante e affiancata alle date 1828 e 1829. Sul rovescio, la medaglia presentava una corona d'alloro all'interno della quale si trovava la scritta in cirillico: "Per la guerra turca". Il nastro era quello dell'Ordine Militare di San Giorgio.
Furono coniate in tutto 100.000 medaglie dalla zecca di San Pietroburgo, altre vennero stampate con alcune piccole varianti da officine private, tra cui alcune realizzate in bronzo e poi argentate per contenere le spese.